# Segunda Categoría del Guayas 1973
El campeonato provincial de Segunda Categoría de Guayas 1973 fue la 7ª edición del torneo de la Segunda categoría de la provincia de Guayas. El torneo fue organizado por Asociación de Fútbol del Guayas (AFG), para este torneo lo disputaron un total de 8 equipos, para este año a diferencia del torneo de 1972 que no hubo ascenso, para este torneo nuevamente habría ascenso directo ya que la AEF(Actualmente FEF) decidió que no se jugara el Campeonato ecuatoriano de Fútbol de 2.ª Categoría, así mismo el equipo que terminará en el último lugar del torneo descendería a la Liga Amateur del Guayas(Copa Guayas), el campeón de este año sería el Everest que lograría su primer bicampeonato e lograría el pase a la Serie B de 1974, mientras que a su vez el equipo que descendería a la Liga Amateur del Guayas(Copa Guayas) fue el Boca JR además fue el conjunto que recibió más goles en contra con 34 anotaciones, mientras que el Patria que terminó con el subcampeonato sería el cuadro goleador del torneo con 27 goles.
El  Everest se coronó como campeón por tercera vez del torneo de Segunda Categoría de Guayas, mientras que el  Patria obtendría por 1ª vez el subcampeonato.

## Formato del torneo
Primera Etapa(única etapa)
Esta etapa se la jugara un todos contra todos en encuentros de ida y vuelta(14 fechas) de la cual para definir al campeón será el equipo con mayor puntaje de la 14 fechas y será el equipo que logre ascender a la Serie B 1974, para definir al descendido será el equipo que termine en el último lugar del torneo.

## Sedes
| Guayaquil              |
| ---------------------- |
| Estadio George Capwell |
| Capacidad: 26 000      |
|                        |

## Equipos participantes
Estos fueron los 8 equipos que participaron en el torneo provincial de 2.ª categoría del Guayas de 1973.
| Equipos participantes | Equipos participantes | Equipos participantes | Equipos participantes |
| --------------------- | --------------------- | --------------------- | --------------------- |
| Boca JR               | Estudiantes G         | LDU                   | Norteamérica          |
| Everest               | Ferroviarios          | Luq San               | Patria                |

## Equipos por Cantón
| Cantón    | N.º | Equipos                                                                      |
| --------- | --- | ---------------------------------------------------------------------------- |
| Guayaquil | 7   | - Patria - Boca JR - LDU - Estudiantes G - Luq San - Everest - Norte América |
| Durán     | 1   | - Ferroviarios                                                               |

## Primera etapa

### Partidos y resultados
| Fecha 1       | Fecha 1   | Fecha 1          |
| Equipo Local  | Resultado | Equipo Visitante |
| ------------- | --------- | ---------------- |
| Estudiantes G | 1-0       | Patria           |
| Luq San       | 3-0       | Boca JR          |
| Everest       | 1-0       | Ferroviarios     |
| Norteamérica  | 0-0       | LDU(G)           |

| Fecha 2      | Fecha 2   | Fecha 2          |
| Equipo Local | Resultado | Equipo Visitante |
| ------------ | --------- | ---------------- |
| Everest      | 1-1       | LDU(G)           |
| Norteamérica | 0-1       | Estudiantes G    |
| Luq San      | 4-2       | Ferroviarios     |
| Patria       | 5-1       | Boca JR          |

| Fecha 3       | Fecha 3   | Fecha 3          |
| Equipo Local  | Resultado | Equipo Visitante |
| ------------- | --------- | ---------------- |
| Estudiantes G | 2-0       | Boca JR          |
| Patria        | 4-1       | Ferroviarios     |
| Luq San       | 2-1       | LDU(G)           |
| Norteamérica  | 0-0       | Everest          |

| Fecha 4      | Fecha 4   | Fecha 4          |
| Equipo Local | Resultado | Equipo Visitante |
| ------------ | --------- | ---------------- |
| Patria       | 2-1       | LDU(G)           |
| Everest      | 1-0       | Estudiantes G    |
| Luq San      | 0-0       | Norteamérica     |
| Ferroviarios | 7-0       | Boca JR          |

| Fecha 5       | Fecha 5   | Fecha 5          |
| Equipo Local  | Resultado | Equipo Visitante |
| ------------- | --------- | ---------------- |
| Boca JR       | 1-0       | LDU(G)           |
| Estudiantes G | 0-0       | Ferroviarios     |
| Norteamérica  | 1-0       | Patria           |
| Luq San       | 2-2       | Everest          |

| Fecha 6      | Fecha 6   | Fecha 6          |
| Equipo Local | Resultado | Equipo Visitante |
| ------------ | --------- | ---------------- |
| Boca JR      | 0-2       | Norteamérica     |
| Patria       | 2-1       | Everest          |
| Luq San      | 0-1       | Estudiantes G    |
| Ferroviarios | 2-0       | LDU(G)           |

| Fecha 7       | Fecha 7   | Fecha 7          |
| Equipo Local  | Resultado | Equipo Visitante |
| ------------- | --------- | ---------------- |
| Boca JR       | 0-3       | Everest          |
| Ferroviarios  | 0-2       | Norteamérica     |
| Estudiantes G | 2-2       | LDU(G)           |
| Patria        | 3-0       | Luq San          |

| Fecha 8      | Fecha 8   | Fecha 8          |
| Equipo Local | Resultado | Equipo Visitante |
| ------------ | --------- | ---------------- |
| Everest      | 2-1       | Boca JR          |
| Norteamérica | 2-4       | Ferroviarios     |
| LDU(G)       | 1-0       | Estudiantes G    |
| Luq San      | 0-1       | Patria           |

| Fecha 9      | Fecha 9   | Fecha 9          |
| Equipo Local | Resultado | Equipo Visitante |
| ------------ | --------- | ---------------- |
| Patria       | 2-3       | Estudiantes G    |
| Boca JR      | 1-3       | Luq San          |
| Ferroviarios | 1-0       | Norteamérica     |
| LDU(G)       | 0-2       | Everest          |

| Fecha 10      | Fecha 10  | Fecha 10         |
| Equipo Local  | Resultado | Equipo Visitante |
| ------------- | --------- | ---------------- |
| Boca JR       | 1-3       | Patria           |
| Luq San       | 1-1       | LDU(G)           |
| Estudiantes G | 2-1       | Norteamérica     |
| Everest       | 1-0       | Ferroviarios     |

| Fecha 11     | Fecha 11  | Fecha 11         |
| Equipo Local | Resultado | Equipo Visitante |
| ------------ | --------- | ---------------- |
| Boca JR      | 2-1       | Estudiantes G    |
| LDU(G)       | 1-0       | Patria           |
| Ferroviarios | 0-1       | Luq San          |
| Norteamérica | 1-1       | Everest          |

| Fecha 12      | Fecha 12  | Fecha 12         |
| Equipo Local  | Resultado | Equipo Visitante |
| ------------- | --------- | ---------------- |
| Norteamérica  | 2-0       | Boca JR          |
| LDU(G)        | 1-1       | Ferroviarios     |
| Estudiantes G | 2-2       | Luq San          |
| Everest       | 1-0       | Patria           |

| Fecha 13     | Fecha 13  | Fecha 13         |
| Equipo Local | Resultado | Equipo Visitante |
| ------------ | --------- | ---------------- |
| Everest      | 3-2       | Luq San          |
| LDU(G)       | 1-1       | Boca JR          |
| Ferroviarios | 2-0       | Estudiantes G    |
| Patria       | 2-1       | Norteamérica     |

| Fecha 14      | Fecha 14  | Fecha 14         |
| Equipo Local  | Resultado | Equipo Visitante |
| ------------- | --------- | ---------------- |
| Boca JR       | 1-0       | LDU(G)           |
| Ferroviarios  | 1-3       | Patria           |
| Norteamérica  | 0-0       | Luq San          |
| Estudiantes G | 1-0       | Everest          |

#### Clasificación
|  |    | Equipo        | PJ | PG | PE | PP | GF | GC | DG  | PTS |
|  | -- | ------------- | -- | -- | -- | -- | -- | -- | --- | --- |
|  | 1. | Everest       | 14 | 8  | 4  | 2  | 19 | 10 | +9  | 20  |
|  | 2. | Patria        | 14 | 9  | 0  | 5  | 27 | 16 | +11 | 18  |
|  | 3. | Estudiantes G | 14 | 7  | 3  | 4  | 16 | 13 | +3  | 17  |
|  | 4. | Luq San       | 14 | 5  | 5  | 4  | 20 | 17 | +3  | 15  |
|  | 5. | Norte América | 14 | 4  | 5  | 5  | 12 | 11 | +1  | 13  |
|  | 6. | Ferroviarios  | 14 | 5  | 2  | 7  | 21 | 16 | +2  | 12  |
|  | 7. | LDU           | 14 | 2  | 6  | 6  | 10 | 16 | -6  | 10  |
|  | 8. | Boca JR       | 14 | 3  | 1  | 10 | 9  | 34 | -25 | 7   |

 Pts=Puntos; PJ=Partidos jugados; G=Partidos ganados; E=Partidos empatados; P=Partidos perdidos; GF=Goles a favor; GC=Goles en contra; Dif=Diferencia de gol
|  | Campeón anual y clasificado al Campeonato Ecuatoriano de Fútbol Serie B 1974.                                                                         |
|  | Vicecampeón anual y disputó los Juegos de Promoción para poder disputar en el triangular de ascenso al Campeonato Ecuatoriano de Fútbol Serie B 1974. |
|  | Descendió a Liga Amateur del Guayas(Copa Guayas) |

### Campeón
|                                                                                |
| Everest 3.er Título Asciende al Campeonato Ecuatoriano de Fútbol Serie B 1974. |

## Juegos de Promoción
| Fecha    | Equipo                | Resultado | Equipo                |
| -------- | --------------------- | --------- | --------------------- |
| 10.03.74 | Técnico Universitario | 1-2       | Aucas                 |
| 17.03.74 | Aucas                 | 2-1       | Patria                |
| 07.04.74 | Aucas                 | 2-1       | Técnico Universitario |

 NOTA: Para esta etapa se jugó en una sola fase la única fase se jugó el subcampeón de la Segunda Categoría de Pichincha de 1973, que fue Aucas contra el equipo que sea guayaquileño se salió en que el subcampeón de la Segunda Categoría del Guayas de 1973, que fue Patria, el ganador se enfrentó ante el campeón de la Segunda Categoría de Tungurahua de 1973; siempre y cuando este sea de Ambato en caso de que dicho equipo logró pasar esta fase en este caso Aucas ascendió a la Serie B para la temporada de 1974, mientras los perdedores en este caso Técnico Universitario permaneció en la Segunda Categoría de Tungurahua y Patria permaneció en la Segunda Categoría del Guayas.

### Clasificación final
|                                  |                                                                        |                                                      |
| Aucas Ascendió a la Serie B 1974 | Técnico Universitario Permaneció en la Segunda Categoría de Tungurahua | Patria Permaneció en la Segunda Categoría del Guayas |